# VEON
VEON（ヴィーオン、またはヴェオン）は、オランダで登録されている企業グループで、もともとロシアの移動体通信ネットワーク会社、ヴィンペルコム（VimpelCom）と呼ばれていた。

## 概要

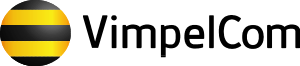
VimpelCom時代のロゴ

VEONは旧称ヴィンペルコム（VimpelCom）で、現在はオランダに籍を置く多国籍電気通信サービス会社である。主にアジア、アフリカ、ヨーロッパの地域でサービスを運営している。加入者数では、世界第13位の移動体通信事業者で、イタリア、アルジェリア、バングラデシュ、ジョージア、カザフスタン、キルギスタン、パキスタン、ロシア、ウクライナ、ウズベキスタンを含む9つの市場で事業を展開している。各国の携帯電話ネットワークは英語でビーライン（Beeline）、キーウスター、Wind、Djezzy、Jazz Pakistan、Banglalinkなどとしている。
ロシア語のヴィンペル（вымпел）は、軍艦などが掲げる長三角旗「ペナント」の意味がある。
現在新興財閥のアルファ・グループのLetterOne社（ルクセンブルク籍）が大株主になっている。

## 短史
VEONの前身は、ロシアの公共株式会社旧ヴィンペルコム（PJSC VimpelCom）で、1992年にロシアの実業家ドミトリ・ズィーミン（Dmitry Zimin）とアメリカの実業家オーギー・ファベラ2世（Augie K. Fabela II）によって設立された1996年にはニューヨーク証券取引所へ上場され、これは同取引所に上場された初めてのロシアの会社であった。2009年、同社の株主であるノルウェーのTelenorとロシアの新興財閥アルファ・グループは、キーウスター（ウクライナの無線ネットワーク事業者）と合併してヴィンペルコム（VimpelCom Ltd.）を設立した。2013年9月、同社はニューヨーク証券取引所の上場を辞めて、NASDAQ上場に変えた。
2017年2月、同社は現在の名前VEONに変更して、4月3日に翌日ユーロネクスト・アムステルダムに上場することを発表した。

## 参照項目
- ウクライナにおける携帯電話
- ロシアにおける携帯電話
- 国・地域における携帯電話